# 丽江牛皮消
丽江牛皮消（学名：Cynanchum likiangense）是夹竹桃科鹅绒藤属的植物。分布在中国大陆的云南等地，见于林中沙地，目前尚未由人工引种栽培。